# 岩田修一
岩田 修一（いわた しゅういち、1959年8月12日 - ）は、日本の実業家。株式会社メタルワン代表取締役社長兼CEO。一般社団法人日本鉄鋼連盟副会長。

## 人物・経歴
広島県出身。1982年上智大学外国語学部卒業、三菱商事入社。2012年サステック代表取締役社長。2014年メタルワン第一営業本部長。2016年三菱商事鉄鋼製品本部長。
2017年から第5代メタルワン代表取締役社長を務め、2018年には住友商事との間で国内鋼管事業統合により新会社住商メタルワン鋼管の設立を行うことなどで合意した。日本鉄鋼連盟理事兼務。2018年、同連盟副会長に就任。2022年4月メタルワン代表取締役社長を退任。